# 熱血!スポーツMIX SPO-X
『熱血!スポーツMIX SPO-X』は、2009年3月5日から2010年12月28日まで群馬テレビで放送されていたスポーツ番組である。

## 概要
群馬県内のスポーツの話題全般を取り上げていた番組。ザスパ草津、群馬ダイヤモンドペガサス、三洋電機ワイルドナイツ関連の話題が中心であったが、それ以外のスポーツチームや選手にもスポットを当てていた。
生放送の番組で、スタジオには上記3チームの選手や関係者、2010年の千葉国体に出場した水泳選手、県大会連覇を果たした少年サッカーチーム、夏の甲子園大会出場を決めた高校野球部などを毎回招いていた。司会は、群馬テレビアナウンサーの淵上詩乃と吉田学が務めていた（吉田は2010年4月6日放送分からの出演）。
2010年10月5日放送分をもって映像がハイビジョン化された。

## 放送時間
いずれも日本標準時。

### 本放送
- 木曜 20:00 - 20:55 （2009年3月5日 - 2010年4月1日）
- 火曜 20:00 - 20:55 （2010年4月6日 - 2010年12月28日）

### 再放送
- 木曜 11:30 - 12:25 （2010年4月8日 - 2010年12月30日）